# KulturPerler
KulturPerler – kulturperler.kb.dk – var en nationalbibliografisk tjeneste og portal over den digitaliserede kulturarv, idet den samlede, beskrev og linkede til digitaliserede ressourcer og samlinger i Danmark. 
Den blev lanceret af Det Kongelige Bibliotek i april 2009, udsprunget af det forberedende arbejde med Kulturministeriets rapport, Digitalisering af kulturarven Arkiveret 28. oktober 2012 hos  Wayback Machine, med det formål at give et overblik over digitaliseringssituationen i Danmark.
KulturPerler beskrev retrodigitaliserede samlinger, dvs. samlinger af fysiske materialer (arkivalier, bøger, tidsskrifter, håndskrifter, noder, billeder, kort, lyd- og filmmedier m.m.), som var blevet gjort tilgængelige på nettet. Digitale samlinger fra danske hjemmesider samt udenlandske med væsentligt dansk indhold blev optaget. Udgiverne var såvel offentlige institutioner som private foreninger eller personer.
Efter lanceringen var KulturPerler en interaktiv tjeneste baseret på indberetninger fra udgiverne. Samlingsbeskrivelser blev udarbejdet af Det Kongelige Bibliotek med afsæt i de modtagne oplysninger. Digitale samlinger med løbende tilvækst blev opdateret ca. hvert halve år, og det blev generelt tilstræbt, at alle samlingsbeskrivelser var opdaterede.
På KulturPerlers nyhedsside blev der årligt publiceret tre til seks nyhedsbreve. I tilknytning til nyhedssiden fandtes en liste over de 10 senest registrerede digitale samlinger i KulturPerler.